# Dragovanja vas
Dragovanja vas este o localitate din comuna Črnomelj, Slovenia, cu o populație de 108 locuitori.